# دماء من مقبرة المومياء
دماء من مقبرة المومياء (بالإنجليزية: Blood from the Mummy's Tomb)‏ هو فيلم رعب بريطاني من إخراج سيث هولت وبطولة أندرو كير، فاليري ليون وجيمس فيليرز، صدر في 14 أكتوبر 1971.

## روابط خارجية
- دماء من مقبرة المومياء على موقع IMDb (الإنجليزية)
- دماء من مقبرة المومياء على موقع نتفليكس (الإنجليزية)
- دماء من مقبرة المومياء على موقع ألو سيني (الفرنسية)
- دماء من مقبرة المومياء على موقع Turner Classic Movies (الإنجليزية)
- دماء من مقبرة المومياء على موقع أول موفي (الإنجليزية)
- دماء من مقبرة المومياء على موقع فيلمافينيتي (الإسبانية)
- دماء من مقبرة المومياء على موقع قاعدة بيانات الأفلام السويدية (السويدية)
- دماء من مقبرة المومياء على موقع قاعدة بيانات الفيلم (الإنجليزية)
- دماء من مقبرة المومياء على موقع ليتربوكسد (الإنجليزية)
- دماء من مقبرة المومياء على موقع كينوبويسك (الروسية)